# Jakub Petr
Jakub Petr (* 10. dubna 1990) je český fotbalový útočník či záložník, od roku 2007 působící v SK Sigma Olomouc. Jeho švagrem je Tomáš Zahradníček.

## Klubová kariéra
Svoji fotbalovou kariéru začal v Sigmě Olomouc, kde prošel všemi mládežnickými kategoriemi.

### SK Sigma Olomouc
V roce 2007 se propracoval do prvního týmu. 4. listopadu 2012 vstřelil dva góly proti Příbrami. Ve 45. minutě trefil akrobaticky po centru spoluhráče Navrátila míč za záda příbramského gólmana Aleše Hrušky. V 54. minutě se dobře zorientoval v pokutovém území a pohotovou dorážkou poslal míč k tyči, příbramský brankář byl bezmocný. Olomouc rozdrtila Příbram v ligovém utkání 6:1.

### 1. FC Slovácko (hostování)
V průběhu ročníku 2013/14 odešel na hostování na Slovácko. Za mužstvo během jedné sezony nastoupil dohromady k 25 ligovým střetnutím, ve kterých vstřelil 3 branky.

### SK Slavia Praha (hostování)
V červenci 2014 odešel na roční hostování s opcí do SK Slavia Praha. V zimním přestupovém období sezony 2014/15 předčasně v klubu skončil a vrátil se do Olomouce. Za tým odehrál během svého působení 7 zápasů, ve kterých se gólově neprosadil.

## Reprezentační kariéra

### Mládežnické reprezentace
Jakub Petr byl nominován do mládežnických výběrů Česka do 16, 17, 18, 19 a 21 let.
Zúčastnil se kvalifikace na Mistrovství Evropy hráčů do 21 let 2013 konané v Izraeli, kde Česká republika obsadila s 20 body první místo v konečné tabulce skupiny 3. Skóroval 10. srpna 2011 proti Andoře (výhra 8:0). Byl to zároveň jeho jediný zápas za „jedenadvacítku“. ČR se na závěrečný šampionát neprobojovala přes baráž, v níž vypadla po prohře 0:2 doma a remíze 2:2 venku s Ruskem.

### Reprezentační góly
Góly Jakuba Petra v české reprezentaci do 21 let 
| Gól | Datum       | Stadion                           | Soupeř  | Skóre (min.) | Výsledek | Soutěž                      |
| --- | ----------- | --------------------------------- | ------- | ------------ | -------- | --------------------------- |
| 010 | 10. 8. 2011 | Městský stadion v Mladé Boleslavi | Andorra | 07:0 0(80.)  | 8:0      | kvalifikace na ME „21“ 2013 |